# Wolfgang Bittner

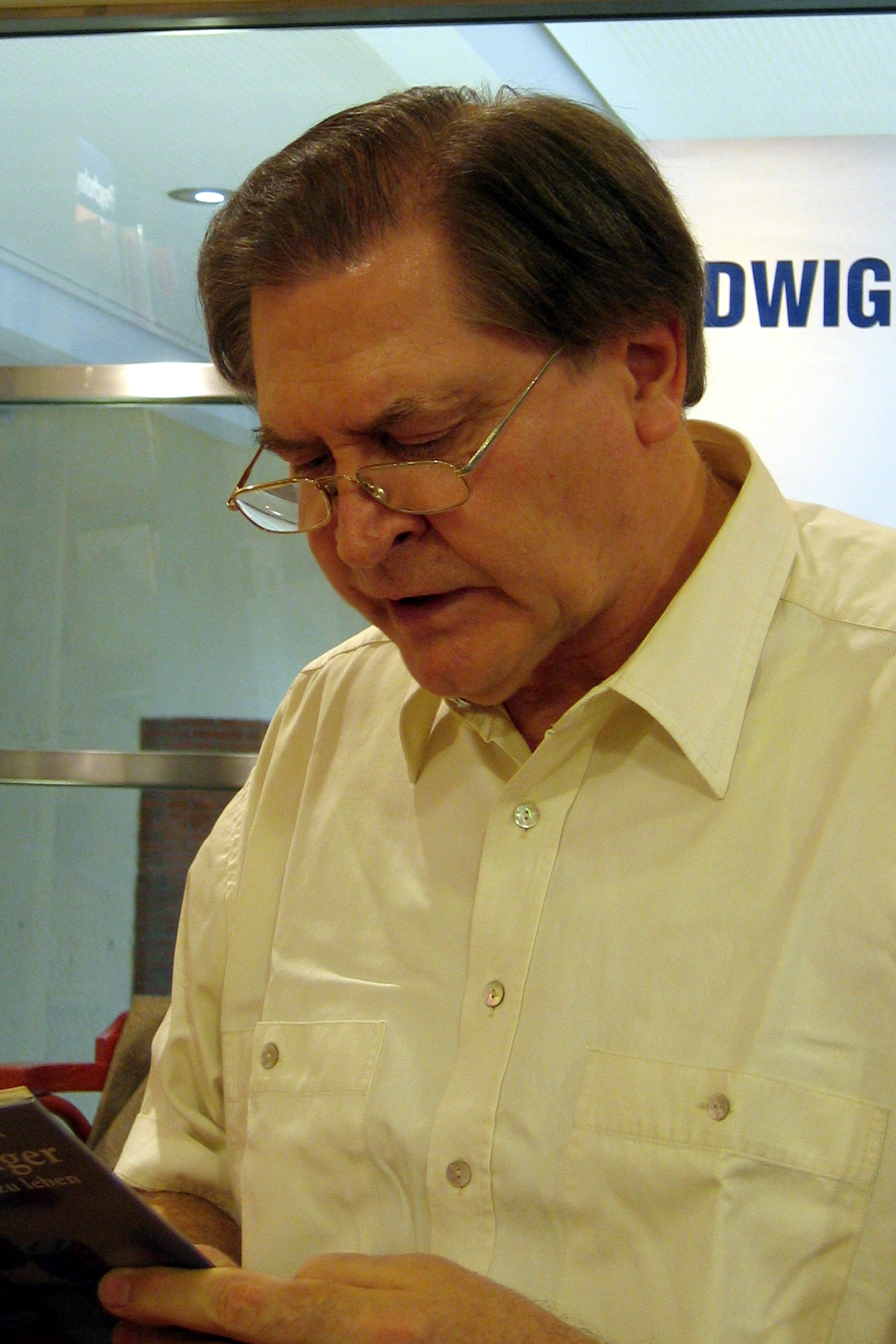
Wolfgang Bittner 2008 bei einer Lesung in Köln

Wolfgang Bittner (* 29. Juli 1941 in Gleiwitz/Oberschlesien) ist ein deutscher Schriftsteller.

## Leben und Wirken
Bittner erlebte in seiner Kindheit das Ende des Zweiten Weltkrieges und die Vertreibung aus der Heimat Schlesien. Nach der Flucht wuchs er zehn Jahre in einem Barackenlager in Wittmund, Ostfriesland auf und besuchte die Höhere Handelsschule in Aurich.
Nach dem Abitur (auf dem zweiten Bildungsweg 1966) studierte er Rechtswissenschaft, Soziologie und Philosophie in Göttingen und München, absolvierte 1970 das erste juristische Staatsexamen, promovierte 1972 über ein strafrechtliches Thema und schloss 1973 das Referendariat mit dem zweiten juristischen Staatsexamen ab. Er ging verschiedenen Berufs- und Erwerbstätigkeiten nach, u. a. als Fürsorgeangestellter, Verwaltungsbeamter und Rechtsanwalt. Ausgedehnte Reisen führten ihn nach Vorderasien, Mexiko, Kanada und Neuseeland.
Seit 1974 hat sich Bittner mehr und mehr auf das Schreiben konzentriert. Er verfasst Bücher für Erwachsene, Jugendliche und Kinder und war als freier Mitarbeiter für zahlreiche Printmedien (u. a. Die Zeit, Frankfurter Rundschau, Neue Zürcher Zeitung), den Hörfunk und das Fernsehen tätig. Seine Werke wurden in zahlreiche Sprachen übersetzt und er erhielt mehrere Literaturpreise. Als Bildender Künstler hat Bittner seit 1977 seine Arbeiten (Eisenplastiken, Malerei usw.) in mehreren Ausstellungen präsentiert.
Von 1996 bis 1998 war er Mitglied im WDR-Rundfunkrat. Er übernahm Lehrtätigkeiten im In- und Ausland, darunter in den Jahren 2004, 2005 und 2006 Gastprofessuren in Polen. Bittner ist Mitglied im Gewerkschaftszusammenschluss Verband deutscher Schriftsteller, dessen Bundesvorstand er von 1997 bis 2001 angehörte.
Bittner geht es als Schriftsteller um „die Grundfragen des menschlichen Zusammenlebens, um Probleme unserer Gesellschaft und Gesellschaftsordnung, letztlich auch um Bewusstseinserweiterung bei sich und bei anderen“. Er ist der Meinung, die Literatur leide häufig darunter, „dass sich Autoren ihre Erfahrungen aus sekundären Quellen verschaffen“.
Bittner ist Mitglied des PEN-Zentrums Deutschland
Die Süddeutsche Zeitung merkte 2016 anlässlich einer Lesung Bittners aus Die Eroberung Europas durch die USA an, dass ihm Kritiker Einseitigkeit vorwerfen würden. Bittner stellt in dem Buch eine angeblich verschwiegene Seite der globalpolitischen Entwicklung dar und führt dafür als Belege Alternativmedien wie die NachDenkSeiten und die Zeitschrift Ossietzky  an: Die USA provozierten gezielt Konflikte zwischen Deutschland und Russland und wollten dort einen „Regime-Change“ umsetzen. Der russische Präsident Wladimir Putin werde in den einseitigen Medien „verteufelt“, weil er sich nicht den „westlichen Kapitalmärkten“ öffne. Bittner behauptete zudem, dass er seit Erscheinen seines Buches im Jahr 2014 keine Literaturpreise mehr bekommen habe.
Seit einigen Jahren veröffentlicht Bittner Beiträge in sogenannten Alternativmedien wie den NachDenkSeiten, Ossietzky oder im russischen Staatssender RT. Bittner ist regelmäßiger Gast in den Kanälen von Ken Jebsen. Der Nachrichtensender BR24 nannte als Beispiel für den russischen Propagandakrieg einen RT-Tweet mit einem Beitrag Bittners, in dem dieser dort fünf Tage vor Russlands Überfall auf die Ukraine geschrieben hatte: „Der Westen warnt gebetsmühlenartig vor einem russischen Einmarsch in die Ukraine, obwohl es dafür keine Anzeichen gibt und Russland dies stets bestreitet.“ T-online nannte Bittner in einem Beitrag über russische Propaganda und bezeichnete ihn und andere als „bekannte Verschwörungsideologen und ‚Querdenker‘“. Bittner verteidigte im Frühjahr 2022 in den NachDenkSeiten den russischen Überfall auf die Ukraine und erklärte dort auch, dass  gegen Russland eine „systematisch betriebene Meinungsmanipulation“ stattfände. Das Präsidium des PEN-Zentrums Deutschland distanzierte sich daraufhin von Bittners Standpunkt. Nachdem PEN-Präsident Deniz Yücel öffentlich über eine Flugverbotszone über der Ukraine nachgedacht hatte, um die dortige Zivilbevölkerung zu schützen, drängten Bittner und andere PEN-Mitglieder ihn zum Rücktritt.
Im August 2022 veröffentlichte das staatliche ukrainische „Zentrum gegen Desinformation“ eine Aufstellung von über 70 öffentlichen Personen, die aus seiner Sicht russische Propaganda verbreiten. Auf ihr wurde auch Bittner genannt.
Bittner lebt in Göttingen.

## Rezeption
Bittners 1978 erschienener Debütroman Der Aufsteiger oder Ein Versuch zu leben wurde von Martin Walser als „exemplarischer Entwicklungsroman“ vor dem Hintergrund des deutschen Wirtschaftswunders und der Studentenrevolte gewürdigt.
Das Kritische Lexikon zur deutschsprachigen Gegenwartsliteratur sieht in seinem Gesellschaftsroman Bis an die Grenze (1980) „eine gesellschaftlich differenzierte Darstellung der Bundesrepublik in den achtziger Jahren“.
Heinrich Goertz schrieb 1983 in der Hannoverschen Allgemeinen Zeitung über Bittner, dass dieser im Kontext gesellschaftspolitischer Hintergründe „im besten Sinn tendenziös, dazu unterhaltend, spannend“ und „eine singuläre Erscheinung auf dem Literaturmarkt der Eitelkeiten“ sei.
Birgit Dankert rechnete ihn 1983 in der Zeit dem „Genre der sogenannten realistischen, problemorientierten Jugendliteratur“ zu und bezeichnete ihn als einen „ihrer konsequentesten und sachkundigsten Vertreter“.
Zu seinem Roman Niemandsland (1992), in dem – wie schon im Aufsteiger – autobiographische Erfahrungen verarbeitet sind, hieß es in der taz: „Niemandsland ist als Kommentar zur Geschichte der alten Bundesrepublik aufzufassen, vielleicht sogar als literarischer Schlusspunkt.“

## Auszeichnungen
- 1976: Preis der Mainzer Minipressen-Messe
- 1978: Egon-Erwin-Kisch-Preis
- 1979: Kulturpreis Schlesien des Landes Niedersachsen – Förderpreis
- 1979: Stadtschreiber von Soltau
- 1982: Nachwuchsstipendium Niedersachsen
- 1987: Stipendium im Künstlerhof Schreyahn
- 1989: Arbeitsstipendium des Landes Nordrhein-Westfalen
- 1993: Dormagener Federkiel, Literaturpreis der Stadt Dormagen.
- 2001: Stipendium an der Cité Internationale des Arts in Paris
- 2003: Literaturstipendium der Kulturstiftung der Länder in der Villa Decius in Krakau.

## Werke (in Auswahl)

### Prosa/Lyrik
- Rechts-Sprüche. Texte zum Thema Justiz. davids drucke, Celle 1975, OCLC 2048661. Aktualisierte und erweiterte Ausgabe mit Zeichnungen von Philipp Heinisch. Ossietzky, Hannover 2002, ISBN 3-9808137-8-9.
- Erste Anzeichen einer Veränderung. Gedichte, Kurzgeschichten und Erzählungen. Bläschke, Darmstadt 1976, ISBN 3-87561-470-4.
- Probealarm. Gedichte. Verlag Atelier im Bauernhaus, Fischerhude 1977, ISBN 3-88132-013-X.
- Der Aufsteiger oder Ein Versuch zu leben. Büchergilde Gutenberg, Frankfurt am Main 1978. Überarbeitete Neuausgabe: Horlemann, Bad Honnef 2008, ISBN 978-3-89502-262-3.
- Alles in Ordnung und andere Satiren. Satire-Verlag, Köln 1979, ISBN 3-88268-007-5.
- Nachkriegsgedichte. Mit Radierungen von Heinz Stangl. Lamuv-Verlag, Bornheim-Merten 1980, ISBN 3-921521-21-1.
- Bis an die Grenze. Roman. Dietz, Berlin/Bonn 1980, ISBN 3-8012-0054-X.
- Kopfsprünge. Gedichte. Spectrum-Verlag, Stuttgart 1984, ISBN 3-7976-1406-3.
- Bundestäglich. Herr O. und der Abgeordnete S. Dialoge. Steidl, Göttingen 1984, ISBN 3-88243-037-0.
- Niemandsland. Roman. Forum Verlag Leipzig, 1992, ISBN 3-86151-027-8.
- Spurensuche. Gedichte. Mit Linolschnitten von Franz Anatol Wyss. Atelier-Handpresse, Berlin 1998.
- Bärenland. Ein Kanada-Zyklus. Avlos, Sankt Augustin 1998, ISBN 3-929634-33-3.
- Marmelsteins Verwandlung. Roman. Klöpfer & Meyer, Tübingen 1999, ISBN 3-931402-46-0.
- Vom langen Warten auf den neuen Tag. Gedichte. Mit Radierungen von Heinz Stangl. Lyrikedition 2000, München 2001, ISBN 3-935877-04-8.
- Gleiwitz heißt heute Gliwice. Eine deutsch-polnische Geschichte. Athena, Oberhausen 2003, ISBN 3-89896-161-3.
- Überschreiten die Grenze. Gedichte und ein Reise-Essay. Athena, Oberhausen 2004, ISBN 3-89896-197-4.
- Das andere Leben. Erzählungen. Horlemann, Bad Honnef 2007, ISBN 978-3-89502-236-4.
- Minima Politika. Politische Texte und Karikaturen. Illustriert von Kostas Koufogiorgos. Horlemann, Bad Honnef 2008, ISBN 978-3-89502-271-5.
- Der schmale Grat. Gedichte. Lyrikedition 2000/Allitera-Verlag, München 2010, ISBN 978-3-86906-131-3.
- Schattenriss oder Die Kur in Bad Schönenborn. VAT, Mainz 2011, ISBN 978-3-940884-48-0.
- Hellers allmähliche Heimkehr. Roman. VAT, Mainz 2012, ISBN 978-3-940884-93-0.
- Südlich von mir. Gedichte. Lyrikedition 2000/Allitera-Verlag, München 2014, ISBN 978-3-86906-686-8.
- Die Abschaffung der Demokratie. Satire. Westend Verlag, Frankfurt am Main 2017, ISBN 978-3-86489-167-0.
- Die Heimat, der Krieg und der Goldene Westen. Roman, Zeitgeist Print & Online, Höhr-Grenzhausen 2019, ISBN 978-3-943007-21-3.
- Am Yukon – Kanada-Erzählungen. Edition Bärenklau/Der Romankiosk, München 2022, ISBN 978-3-7549-4205-5.
- Unter der Asche die Glut. Lyrikedition 2000/Allitera-Verlag, München 2022, ISBN 978-3-96233-348-5.

### Kinder- und Jugendbücher

#### Bilderbücher
- Kasperle geht in die Fabrik. Illustriert von Karl Heinz Grage. Atelier-Handpresse, Berlin 1979.
- Der Mond fährt mit der Straßenbahn. Illustriert von Ursula Kirchberg. Bertelsmann, München 1995, ISBN 3-570-12127-5.
- Die Grizzly-Gruzzly-Bären. Illustriert von Gusti. Nord-Süd, Gossau/Hamburg/Salzburg 1996, ISBN 3-314-00713-2.
- Felix, Kemal und der Nikolaus. Illustriert von Ursula Kirchberg. Nord-Süd, Gossau/Hamburg/Salzburg 1996, ISBN 3-314-00623-3.
- Wochenende bei Papa. Illustriert von Sabine Wiemers. Kerle, Freiburg/Wien/Basel 1999, ISBN 3-451-70272-X.
- Der alte Trapper und der Bär. Illustriert von Laurence Sartin. W. Mann, Berlin 2000, ISBN 3-926740-98-1.
- Der Kaiser und das Känguru. Mit Illustriert von Ursula Kirchberg. Lappan, Oldenburg 2002, ISBN 3-8303-1032-3.

#### Kinderbücher
- Der Riese braucht Zahnersatz. Zeichnungen von Doris Lerche. Huber, Frauenfeld/Stuttgart 1983, ISBN 3-7193-0884-7.
- Die Insel der Kinder. Bertelsmann, München 1994, ISBN 3-570-02449-0.
- Tommy und Beule. Klopp, München 1997, ISBN 3-7817-0229-4.
- Der schwarze Scheitan. Ein Pferdekrimi. Klopp, München 1998, ISBN 3-7817-0230-8.
- Felix und Mario wollen nach Italien. Eine Geschichte in drei Folgen. Altberliner, Leipzig/München 2005, ISBN 3-86637-728-2.

#### Jugendromane
- Abhauen. Jugendroman. Huber, Frauenfeld 1980, ISBN 3-7193-0692-5
- Weg vom Fenster. Jugendroman. Huber, Frauenfeld/Stuttgart 1982, ISBN 3-7193-0847-2
- Die Fährte des Grauen Bären. Thienemann, Stuttgart 1986, ISBN 3-522-16160-2
- Wo die Berge namenlos sind. Bertelsmann, München 1989, ISBN 3-570-03285-X
- Die Lachsfischer vom Yukon. Bertelsmann, München 1991 ISBN 3-570-7983-X (auch als DAISY-Hörbuch, ab 13 Jahren)
- Narrengold. Bertelsmann, München 1992, ISBN 3-570-01428-2
- Flucht nach Kanada. Laetitia, Kellenhusen 2007, ISBN 978-3-934824-25-6

### Sachbücher
- Der Gewahrsamsbegriff und seine Bedeutung für die Systematik der Vermögensdelikte. Dissertation. Universität Göttingen, 1972. Südwestdeutscher Verlag für Hochschulschriften, Saarbrücken 2008, ISBN 978-3-8381-0051-7.
- Von Beruf Schriftsteller. Das Handwerk mit der Phantasie. Beltz, Weinheim/Basel 1985, ISBN 3-407-84037-3.
- Salzgitter. Eine deutsche Geschichte. Mit Fotos von Andreas Baier. Stadt Salzgitter, 1992, ISBN 3-9803325-0-0.
- Beruf: Schriftsteller. Was man wissen muss, wenn man vom Schreiben leben will. Rowohlt, Reinbek bei Hamburg 2002. Überarbeitete Neuausgabe: Allitera-Verlag, München 2006, ISBN 3-86520-197-0.
- Schreiben, Lesen, Reisen. Essays und Vorträge. Athena, Oberhausen 2006, ISBN 3-89896-253-9.
- Die Eroberung Europas durch die USA. Eine Strategie der Destabilisierung, Eskalation und Militarisierung am Beispiel der Ereignisse in der Ukraine. VAT-Verlag, Mainz 2014, ISBN 978-3-95518-029-4. Überarbeitete und erweiterte Neuausgabe: Westend Verlag, Frankfurt am Main 2015, ISBN 978-3-86489-120-5. Komplett überarbeitete und erweiterte Neuausgabe: Westend Verlag, Frankfurt am Main 2017, ISBN 978-3-86489-189-2.
- Der neue West-Ost-Konflikt. Inszenierung einer Krise. zeitgeist Print & Online, Höhr-Grenzhausen 2019, ISBN 978-3-943007-25-1; als E-Book ISBN 978-3-943007-26-8.
- Deutschland – verraten und verkauft: Hintergründe und Analysen. zeitgeist Print & Online, Höhr-Grenzhausen 2021, ISBN 978-3-943007-34-3.
- Ausnahmezustand. Geopolitische Einsichten und Analysen unter der Berücksichtigung des Ukraine-Konflikts. zeitgeist Print & Online, Höhr-Grenzhausen 2023, ISBN 978-3-943007-47-3.
- Niemand soll hungern, ohne zu frieren. So wie es ist, kann und wird es nicht bleiben. zeitgeist Print & Online, Höhr-Grenzhausen 2024, ISBN 978-3-943007-54-1.

### Theaterstücke für Kinder, Jugendliche und Erwachsene
- Kaffeestreik. Deutscher Theaterverlag, Weinheim 1987, ISBN 3-7695-0172-1.
- Das Gerücht. Deutscher Theaterverlag, Weinheim 1988, ISBN 3-7695-0269-8.
- Wie das Feuer zu den Menschen kam. Deutscher Theaterverlag, Weinheim 1996, ISBN 3-7695-1655-9.
- Die Rabenkolonie. Edition Deutsche Dramaturgie, Göttingen 1984.

### Herausgeberschaften
- Wem gehört die Stadt? Göttinger Autoren. Schlender, Göttingen 1974, ISBN 3-88051-001-6.
- Strafjustiz. Ein bundesdeutsches Lesebuch. Verlag Atelier im Bauernhaus, Fischerhude 1977, ISBN 3-88132-020-2.
- Sturmfest und erdverwachsen. Schwarze Geschichten über Ernst Albrecht und die CDU. Mit Hasso Düvel, Werner Holtfort und Eckart Spoo. Steidl, Göttingen 1980, ISBN 3-88243-010-9.
- Vor der Tür gekehrt. Mit Rainer Butenschön und Eckart Spoo. Steidl, Göttingen 1986, ISBN 3-88243-059-1.
- Friedrich Gerstäcker-Edition. Mit Thomas Ostwald:
  - Band 1: Die Regulatoren in Arkansas. Union Verlag, Stuttgart 1987, ISBN 3-8139-5650-4.
  - Band 2: Tahiti. Union Verlag, Stuttgart 1987, ISBN 3-8139-5651-2.
  - Band 3: Die Flußpiraten des Mississippi. Union Verlag, Stuttgart 1988, ISBN 3-8139-5653-9.
  - Band 4: Gold. Union Verlag, Stuttgart 1989, ISBN 3-8139-5652-0.
  - Band 5: Unter dem Äquator. Union Verlag, Stuttgart 1990, ISBN 3-8139-5654-7.
  - Band 6: Im Busch. Union Verlag, Stuttgart 1990, ISBN 3-8139-5655-5.
- Ich mische mich ein. Markante deutsche Lebensläufe. Mit Mark vom Hofe. Horlemann, Bad Honnef 2006, ISBN 3-89502-222-5.
- Ich bin ein öffentlicher Mensch geworden. Persönlichkeiten aus Film und Fernsehen. Mit Mark vom Hofe. Horlemann, Bad Honnef 2009, ISBN 978-3-89502-277-7.